# Charadrahyla sakbah
La rana arborícola de la Mixteca (Charadrahyla sakbah) es una especie de anfibios de la familia Hylidae. Es endémica de México. Los científicos la han observado solamente en un lugar: El oeste de Sierra Madre del Sur, a 1390 metros sobre el nivel del mar.
La rana adulta macho mide 81.15-85.75 mm de largo y la hembra 67.91-73.21 mm.